# Gran Premi d'Espanya de Motocròs 250cc 1962
L'edició de 1962 del Gran Premi d'Espanya de Motocròs 250cc fou la 1a d'aquesta prova. Organitzat pel Moto Club Ruta, el Gran Premi era la primera prova del Campionat del Món d'aquell any i tingué lloc el cap de setmana del 24 i 25 de febrer al Circuit de Pedralbes, a Barcelona. Hi participaren 27 pilots d'11 països diferents (dos dels quals catalans).
Després de dues edicions del Motocross Internacional de Barcelona, el Moto Club Ruta aconseguí per a l'edició de 1962 que la FIM concedís a la prova la categoria de Gran Premi puntuable per al Campionat del Món, tot just acabat d'estrenar aquell any (fins aleshores, la competició s'anomenava Campionat d'Europa). Fou una edició marcada per la pluja constant i l'abundant fang acumulat a la pista, que va causar l'abandonament de molts pilots. Només cinc se'n van classificar finalment.

## Curses

### Primera mànega
| Posició | Pilot              | Motocicleta |
| ------- | ------------------ | ----------- |
| 1       | Don Rickman        | Bultaco     |
| 2       | Fritz Selling      | Greeves     |
| 3       | Arthur Lampkin     | BSA         |
| 4       | Aarno Erola        | Husqvarna   |
| 5       | Jan Blomqvist      | Husqvarna   |
| 6       | Lanfranco Angelini | Aermacchi   |
| 7       | Lennart Lindell    | Bultaco     |
| 8       | Christoph Specht   | Maico       |
| 9       | Frank Lucas        | Greeves     |
| 10      | Jeff Smith         | BSA         |

### Segona mànega
| Posició | Pilot              | Motocicleta |
| ------- | ------------------ | ----------- |
| 1       | Jeff Smith         | BSA         |
| 2       | Arthur Lampkin     | BSA         |
| 3       | Oriol Puig Bultó   | Bultaco     |
| 4       | Lanfranco Angelini | Aermacchi   |
| 5       | Frank Lucas        | Greeves     |
| 6       | Knud Johansen      | Maico       |

## Classificació final
| Posició | Pilot              | Motocicleta | Punts |
| ------- | ------------------ | ----------- | ----- |
| 1       | Arthur Lampkin     | BSA         | 5     |
| 2       | Lanfranco Angelini | Aermacchi   | 10    |
| 3       | Jeff Smith         | BSA         | 11    |
| 4       | Frank Lucas        | Greeves     | 14    |
| 5       | Oriol Puig Bultó   | Bultaco     | 14    |